# Mörrums GoIS IK
Mörrums GoIS IK är en ishockeyklubb från Mörrum i Blekinge i samarbete med alliansföreningen Mörrums GoIS. Mörrum Gymnastik och Idrottssällskap bildades 1925 som en allmän idrottsförening och hockeyverksamheten tillkom 1966. 1987 ombildades sektionerna till egna föreningar. Föreningen har satsat på ungdomsverksamheten och har ca 240 spelare från hockeyskolan till J20-lag och arrangerar 7–9 cuper per år.
Från 1979/80 till 1999/2000 spelade man i Division 1, sedan följde fem säsonger i Allsvenskan innan man återigen kom ner till Division 1. Med undantag för säsongen 2008/2009 höll man sig kvar tills man 2016 skickades ner i Hockeytvåan. Inför säsongen 2018/2019 kvalificerar man sig återigen för Hockeyettan.
Mörrums GoIS IK spelar sina hemmamatcher i Jössarinken som har en kapacitet på 2 400 personer, varav cirka 850 är sittplatser.

## Säsonger
| Säsong    | Division            | Placering | Vårserie                  | Playoff/Kval                                                                                   |
| --------- | ------------------- | --------- | ------------------------- | ---------------------------------------------------------------------------------------------- |
| 1979/1980 | Division I Södra    | 5         |                           |                                                                                                |
| 1980/1981 | Division I Södra    | 5         |                           |                                                                                                |
| 1981/1982 | Division I Södra    | 4         |                           | Utslagna av VIK Hockey i playoff                                                               |
| 1982/1983 | Division I Södra    | 3         | 2:a i fortsättningsserien | Utslagna av Huddinge i playoff                                                                 |
| 1983/1984 | Division I Södra    | 6         | 5:a i fortsättningsserien |                                                                                                |
| 1984/1985 | Division I Södra    | 3         | 4:a i fortsättningsserien |                                                                                                |
| 1985/1986 | Division I Södra    | 7         | 5:a i fortsättningsserien |                                                                                                |
| 1986/1987 | Division I Södra    | 8         | 7:a i fortsättningsserien |                                                                                                |
| 1987/1988 | Division I Södra    | 8         | 7:a i fortsättningsserien | 1:a i kvalserien till Division 1                                                               |
| 1988/1989 | Division I Södra    | 6         | 5:a i fortsättningsserien |                                                                                                |
| 1989/1990 | Division I Södra    | 8         | 5:a i fortsättningsserien |                                                                                                |
| 1990/1991 | Division I Södra    | 6         | 4:a i fortsättningsserien |                                                                                                |
| 1991/1992 | Division I Södra    | 8         | 5:a i fortsättningsserien |                                                                                                |
| 1992/1993 | Division I Södra    | 5         | 2:a i fortsättningsserien |                                                                                                |
| 1993/1994 | Division I Södra    | 8         | 4:a i fortsättningsserien | Utslagna av Hammarby i Playoff                                                                 |
| 1994/1995 | Division I Södra    | 7         | 5:a i fortsättningsserien |                                                                                                |
| 1995/1996 | Division I Södra    | 6         | 3:a i fortsättningsserien |                                                                                                |
| 1996/1997 | Division I Södra    | 6         | 4:a i fortsättningsserien |                                                                                                |
| 1997/1998 | Division I Södra    | 6         | 5:a i fortsättningsserien | 2:a i Kval till Division I Södra                                                               |
| 1998/1999 | Division I Södra    | 8         | 4:a i fortsättningsserien | 5:a i Kval till nya Allsvenskan, region Syd                                                    |
| 1999/2000 | Division I Södra B  | 2         | 2:a i Allettan Södra      | 1:a i Södra kvalserien till Allsvenskan, uppflyttade                                           |
| 2000/2001 | Allsvenskan Södra   | 11        | 6:a i vårserien           |                                                                                                |
| 2001/2002 | Allsvenskan Södra   | 8         | 8:a i vårserien           | 2:a i Kvalserien till Allsvenskan Södra                                                        |
| 2002/2003 | Allsvenskan Södra   | 5         | 1:a i vårserien           | Utslagna av IF Björklöven i Playoff                                                            |
| 2003/2004 | Allsvenskan Södra   | 12        | 5:a i vårserien           |                                                                                                |
| 2004/2005 | Allsvenskan Södra   | 10        | 6:a i vårserien           | 6:a i Södra kvalserien till Hockeyallsvenskan, nerflyttade                                     |
| 2005/2006 | Division 1F         | 9         |                           |                                                                                                |
| 2006/2007 | Division 1F         | 8         | 5:a i vårserien           |                                                                                                |
| 2007/2008 | Division 1F         | 6         | 5:a i vårserien           | 3:a i Kvalserie F, nerflyttade                                                                 |
| 2008/2009 | Division 2 Södra C  | 2         |                           | Playoff: Vinner mot Rönnängs IK och Nittorps IK 2:a i Kvalserie F till Division 1, uppflyttade |
| 2009/2010 | Division 1F         | 8         | 5:a i vårserien           | 2:a i Kvalserie F till Division 1                                                              |
| 2010/2011 | Division 1F         | 6         | 3:a i fortsättningsserien |                                                                                                |
| 2011/2012 | Division 1F         | 6         | 2:a i fortsättningsserien |                                                                                                |
| 2012/2013 | Division 1F         | 4         | 2:a i Allettan Södra      |                                                                                                |
| 2013/2014 | Division 1F         | 4         | 6:a i Allettan Södra      |                                                                                                |
| 2014/2015 | Hockeyettan Södra   | 10        | 7:a i vårserien           | 1:a i Kvalserie D till Hockeyettan                                                             |
| 2015/2016 | Hockeyettan Södra   | 12        | 8:a i vårserien           | 8:s i Kvalserien till Hockeyettan Södra, nerflyttade                                           |
| 2016/2017 | Hockeytvåan Södra B | 2         | 2:a i Alltvåan Södra      | Utslagna av Kalmar HC i Playoff                                                                |
| 2017/2018 | Hockeytvåan Södra B | 1         | 2:a i Alltvåan Södra      | Vinner mot Gislaveds SK i Playoff 2:a i Kvalserien till Södra Hockeyettan, uppflyttade         |
| 2018/2019 | Hockeyettan Södra   | 9         | 4:a i vårettan            |                                                                                                |
| 2019/2020 | Hockeyettan Södra   | 7         | 4:a i Vårettan            |                                                                                                |
| 2020/2021 | Hockeyettan Södra   | 4         | 6:a i Allettan södra      | Slutspel: Utslagna av Vimmerby                                                                 |
| 2021/2022 | Hockeyettan Södra   | 7         | 6:a i Vårettan Södra      |                                                                                                |
| 2022/2023 | Hockeyettan Södra   | 7         | 7:a i Vårettan            |                                                                                                |